# ناتالیا بوردینا
ناتالیا بوردینا (اوکراینی: Наталія Андріївна Бурдейна؛ زادهٔ ۳۰ ژانویهٔ ۱۹۷۴) کماندار اهل اوکراین است.وی همچنین از کمانداران بازی‌های المپیک تابستانی ۲۰۰۰ و ۲۰۰۴ بوده است.